# One Night Only : Hardcore Justice 2
L’édition 2013 de Hardcore Justice est une manifestation de catch professionnel télédiffusée et visible uniquement en paiement à la séance. L'événement, produit par la Total Nonstop Action Wrestling (TNA), s'est déroulé le 19 mars 2013 à Orlando, en Floride. Mais il est diffusé le 4 juillet 2013. Pour la première fois des Hardcore Justice, cet événement n'est pas un Pay Per View mais un One Night Only show.
Sept matchs, dont trois mettant en jeu les titres de la fédération, ont été programmés. Chacun d'entre eux est déterminé par des storylines rédigées par les scénaristes de la TNA ; soit par des rivalités survenues avant le pay-per-view, soit par des matchs de qualification en cas de rencontre pour un championnat.

## Contexte
Les spectacles de la Total Nonstop Action Wrestling en paiement à la séance sont constitués de matchs aux résultats prédéterminés par les scénaristes de la TNA. Ces rencontres sont justifiées par des storylines — une rivalité avec un catcheur, la plupart du temps — ou par des qualifications survenues dans les émissions de la TNA telles que TNA Xplosion et TNA Impact!. Tous les catcheurs possèdent un gimmick, c'est-à-dire qu'ils incarnent un personnage gentil ou méchant, qui évolue au fil des rencontres. Un pay-per-view comme Hardcore Justice est donc un événement tournant pour les différentes storylines en cours.

## Tableau des matchs
| #                                                                | Match, | Stipulation | Durée |
| ---------------------------------------------------------------- | --- | ----------- | ----- |
| 1                                                                | The Latin American Xchange (Homicide et Hernandez) battent The Disciples of the New Church (Sinn et Slash)   |             | 10:09 |
| 2                                                                | ODB bat Jackie Moore                                                                                         |             | 09:18 |
| 3                                                                | Bad Influence (Christopher Daniels et Kazarian) battent Generation Me (Jeremy Buck et Max Buck)              |             | 13:31 |
| 4                                                                | Shark Boy bat Gunner, Crimson, Little Guido, Funaki, Sam Shaw, Johnny Swinger, 2 Cold Scorpio et Devon Storm |             | 19:27 |
| 5                                                                | James Storm, Magnus and Bob Holly battent Aces & Eights (D.O.C., Wes Brisco and Knux)                        |             | 12:53 |
| 6                                                                | Joseph Park bat Judas Mesias (with James Mitchell)                                                           |             | 12:20 |
| 7                                                                | Jeff Hardy et Brother Runt battent la Team 3D (Bully Ray et Devon)                                           |             | 09:44 |
| (c) désigne le(s) champion(s) défendant son titre dans le match. | |             |       |